# Компоље (Севница)
Компоље (словен. Kompolje) је насељено место у општини Севница, Посавска регија, Словенија.

## Историја
До територијалне реорганизације у Словенији биле су у саставу старе општине Севница.

## Становништво
У попису становништва из 2011. године, Компоље су имале 98 становника.
| Број становника према пописима | Број становника према пописима | Број становника према пописима |
| ------------------------------ | ------------------------------ | ------------------------------ |
| 1991                           | 2002                           | 2011                           |
| 117                            | 99                             | 98                             |

## Галерија
- поглед на Компоље са Лисце
- пејзаж Компоља и река Сава